# Tengerész Henrik

Címere

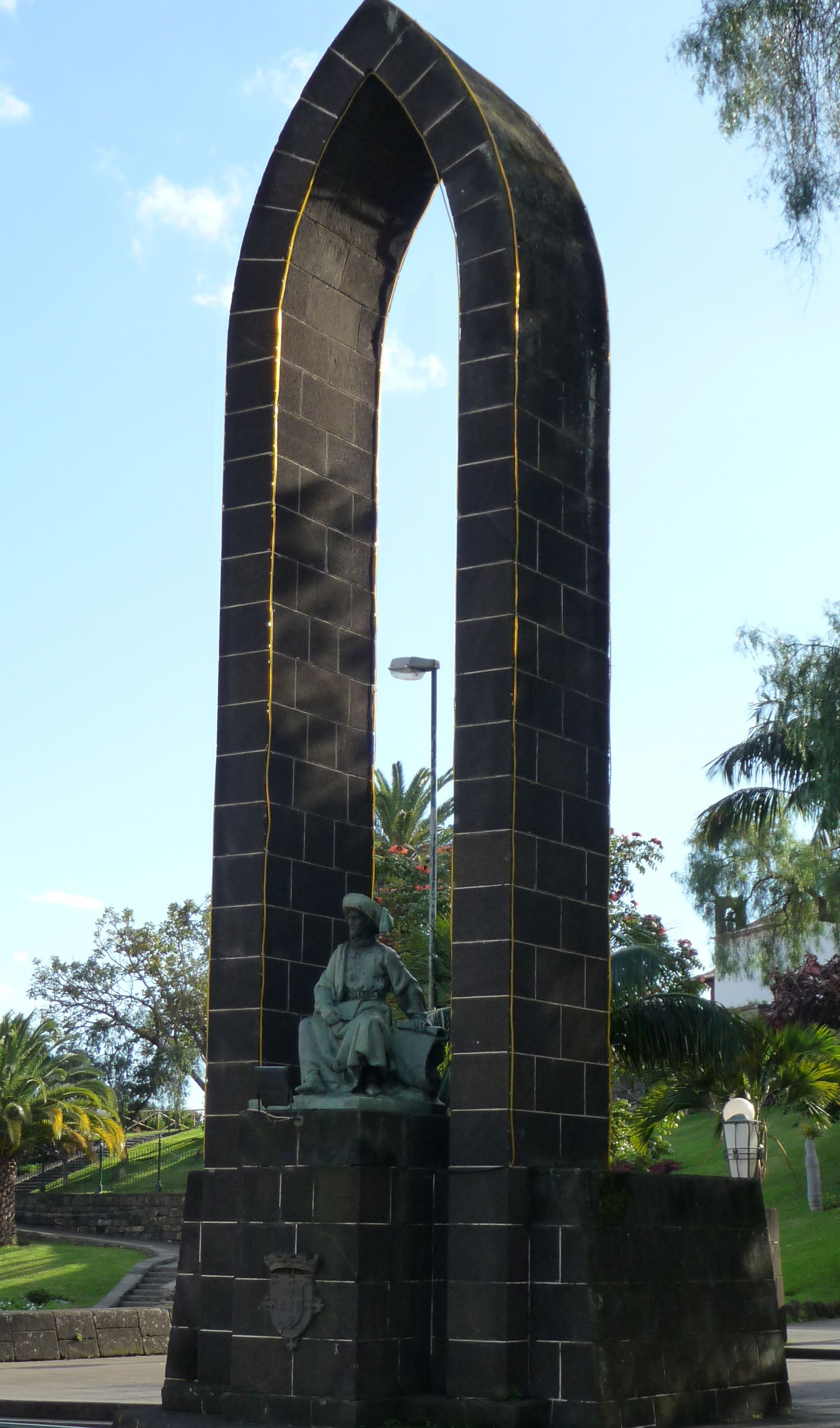
Tengerész Henrik szobra Funchalban

Tengerész Henrik (Porto, 1394. március 4. – Sagres, 1460. november 13.) portugál herceg, I. János portugál király harmadik fia, Covilhã ura. A földrajzi felfedezések korának egyik legismertebb személyiségévé vált; Afrika nyugati partjait feltáró expedíciói elősegítették Portugália gyarmatosításait.

## Legendák
Állítólag már 1414-ben rávette apját, hogy támadja meg Ceuta arab kikötőt. 1415 augusztusában a támadás sikert hozott, a várost elfoglalták és ettől kezdve Portugália ellenőrizte a Gibraltári-szorost. Ez volt az egyetlen olyan expedíció, amelyen maga a herceg is részt vett; a többit „csak” szervezte. A feljegyezések szerint „sosem érintett borospoharat vagy asszonyi szájat, egyetlen szenvedélye az volt, hogy az afrikai partokról föllebbentse a fátylat”.
Sokat tett a hajózás fejlesztéséért; Portugália legdélibb részén, a Vincent-foknál fekvő Sagresben alapított navigációs iskolát, emellé csillagvizsgáló tornyot is építtetett. Ott nevelkedtek a kor legjobb hajósai. A közeli Lagos kikötője jó lehetőséget nyújtott a hajózás és a hajóépítés fejlesztésére.  Sagresbe hívta a híres kartográfust, Jehuda Cresquest is. Valószínűleg legenda, hogy az ő hajóépítő mérnökei tervezték az első karavellákat – ezek a hosszú tengeri hajózásra alkalmas, háromárbócos, háromszögvitorlás, karcsú, fordulékony, gömbölyített fenekű, tőkesúlyos hajók váltak a tengeri felfedező utak fő eszközeivé. A portugál tengerészeknek sikerült először úgy rögzíteniük az iránytűt, hogy az mindig vízszintesen álljon, és pontosan mutassa az irányt.
A hajók kapitányainak kötelességévé tette, hogy a megtett útról térképet és hajónaplót készítsenek. Elsőnek gyűjtötte össze a különféle térképeket és hajónaplókat. A térképeket a titkos gyűjteményben, a Tresorariában helyezték el. Ez azt a célt is szolgálta, hogy illetéktelenek ne ismerhessék meg az új felfedezéseket. Például az Azori-szigetek felfedezése után hosszú ideig csak Sagres lakói tudtak a kilenc sziget létezéséről.

## Valószínűsíthető céljai
A ceutai diadal jutalmaként 1420-ban ő lett a Krisztus-rend (a templomos lovagok rendjének utódja) kormányzója. A rend anyagi eszközeit bonyolult és zavaros udvartartásának fenntartására, ennek részeként első expedícióira fordította.
Élete nagyobbik részében „saját” királyság létrehozásával próbálkozott: ezt eleinte a még mórok uralta Andalúziában, később az észak-afrikai Magrebben, végül a Kanári-szigeteken próbálta megteremteni, de tapogatózó kísérletei eredménytelenek maradtak.
Idővel arra a meggyőződésre jutott, hogy tervei megvalósításához a szaharai aranykereskedelem kiváltásával biztosíthatja az anyagi alapot. Ehhez Észak-Afrikában és a Kanári-szigeteken támaszpontokat kellett létrehoznia.
A kasztíliai Maciot de Béthencourt-tól megvette a Kanári-szigetek birtokjogát, de a portugálok csak La Gomerát tudták az őslakos guancsoktól elfoglalni. Az 1430-as évektől a Kanári-szigetek iránti érdeklődése egyfajta megszállottsággá vált, az afrikai partok felderítése (ami Henrik emlékét máig fenntartja) pedig afféle mellékes tevékenységgé degradálódott. Egyebek közt ezért is bízta a partvidék felderítését az 1450-es évek közepétől saját lovagjai helyett egyre inkább a genovai hajósokra.
A Kanári-szigeteken minimális sikerekkel kellett beérnie, az Afrika partjaira küldött hivatásos hajósai viszont értékes eredményeket értek el:
- fölfedezték a Gambia és a Szenegál alsó folyását, valamint a Zöld-foki szigeteket;
- kapcsolatba léptek a Mali Birodalommal.

Az első afrikai fekete embert 1442-ben hozták haza Lisszabonba. Az általános csodálat (valamint az ugyancsak hazahozott arany és elefántcsont) hatására sorra alapítottak üzleti társaságokat újabb felfedező utakra, melyeket továbbra is Henrik herceg hangolt össze. Az anyagi siker egyensúlyba hozta a herceg udvartartásának költségvetését, és további utak szervezésére ösztökélte.

## Expedícióinak földrajzi felfedezései
Nagy, bonyolult és költséges udvart tartott, számos „lovaggal” és „fegyverhordozóval”. Expedícióit eleinte lovagjai vezették; így fedezte fel João Gonçalves Zarco, két társával együtt a Madeira-szigeteket (1418-ban Porto Santót, 1419-ben Madeirát, valószínűleg 1422-ben a Selvagens-szigeteket. A Madeira-szigeteket be is telepíttette.
Az ő megbízásából 1427-ben valószínűleg Gonçalo Velho fedezte fel az Azori-szigeteket. Állítólag ekkor használtak először karavellákat. A szigeteket 1432-ben telepítették be.
I. János halála után 1434-ben Henrik idősebbik bátyja, Ékesszóló Eduárd (1433–1438) lett a király, aki a herceg addigi érdemeit elismerve, „királyi ötödként” Henriknek adta az addig elfoglalt szigeteket, valamint a délre vezetendő gyarmatosító hadjáratok szervezésének jogát.
Nagy része volt az 1437-ben Tanger bevételére indított hadjárat előkészítésében. A támadás kudarccal végződött. Mások mellett Ferdinánd herceg, Henrik öccse is fogságba esett, 11 év raboskodás után ott is halt meg.
Henrik az 1440-es évek kezdetétől szervezte expedícióit Afrikába. Nyugat-Afrika partvidékének felderítését főleg a kedvezőtlen széljárás akadályozta – pontosabban, a gyakori szélcsend. Henrik érdemének tekinthető annak felismerése, hogy a szélcsendes zóna az óceánon kikerülhető. Alapvetően ezért telepítette be az Azori-szigeteket: az így létrehozott Portugália–Azori–Nyugat-Afrika „navigációs háromszögben” mindig kedvező volt a széljárás.
I. Eduárd király halála után V. Alfonz nagykorúvá válásáig nagybátyja, Péter herceg volt a régens. Ő megerősítette Henriket birtokaiban. Eközben V. Márton pápa kiterjesztette Portugália tulajdonjogát mindazokra a tartományokra is, amelyeket Afrika partjain és azok mentén még föl fognak fedezni.
1440-ben Antonio Gonzalez és Nuño Tristan tengerészek elérték a Fehér-fokot (Cabo Blanco). Afrika legnyugatibb pontját, a Zöld-fokot (Cabo Verde) 1444-ben hajózták körül.
Luigi de Cadamosto 1455-ben fölfedezte a Zöld-foki szigeteket, a Szenegál-folyót és felhajózott a Gambia folyón. Expedíciójáról 1456-ban tért vissza, és még ugyanebben az évben ismét útnak indult. Második útján eljutott a Rio Grande folyóig, felfedezte a mai Bissau-Guinea partvidékét az előtte elterülő szigetekkel.
Az utolsó, Henrik által szervezett expedíción Diego Gomes 1458–1459-es útján a Guineai-öböl bejáratát őrző Pálma-fokig jutott el.
A nyolc nagyobb és négy kisebb szigetből álló Zöld-foki szigeteket 1461-62-ben Diego Afonso kapitány vezetésével telepítették be.
Tengerész Henrik halála után 30 éven belül portugál hajósok kerülték meg a Jóreménység fokát, majd egy újabb évtized múlva Vasco da Gama elérte Indiát, Pedro Álvares Cabral pedig felfedezte Brazíliát.